# Gilberto Gil

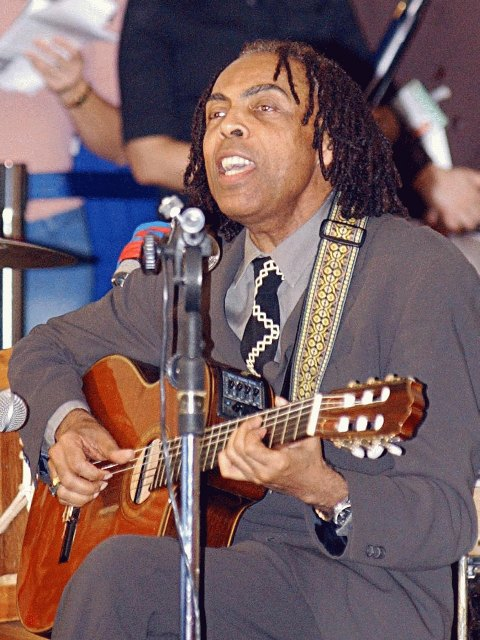
Gilberto Gil

Gilberto Gil, Gilberto Passos Gil Moreira, född 26 juni 1942 i Salvador, Brasilien, är en brasiliansk musiker och politiker. Han var 2003-2008 Brasiliens kulturminister (de gröna).
Han var mottagare av 2005 års Polarpriset tillsammans med Dietrich Fischer-Dieskau och var då den förste latinamerikanske mottagaren av priset. Motiveringen till val av Gilberto löd: "... för hans orubbliga engagemang att sprida den rika brasilianska musikens själ över världen. Gilberto Gil är en unik kompositör begåvad med enorm talang och nyfikenhet, en unik musikalisk ambassadör som drivs av en stark kulturell övertygelse".